# Jean-Pierre Deforis
Jean-Pierre Deforis, bénédictin de la Congrégation de Saint-Maur, né à Montbrison le 16 janvier 1733, guillotiné à Paris le 25 juin 1794.

## Biographie
Entré dans les ordres en 1753 chez les bénédictins, il s'installe à Paris au couvent des Blancs-Manteaux en 1774.
Il travaille sur la collection des Conciles des Gaules, et publie :
- Réfutation d'un nouvel ouvrage de Jean-Jacques Rousseau (L'Emile), 1762
- Réponse à la lettre de J. J. Rousseau à M. de Beaumont, 1764
- De la Vie monastique, 1768
- Doctrine de l'Église sur les vertus chrétiennes, 1776. Il a continué l'édition de Jacques-Bénigne Bossuet  commencée par Claude Lequeux.

Engagé dans la mouvance janséniste, il transmet à Louis Silvy avant sa mort un recueil de lettres provenant de Port-Royal-des-Champs, appelé ensuite Recueil Silvy et contenant de nombreuses lettres de Jansenius et des Solitaires de Port-Royal. Ce recueil est conservé à la Bibliothèque de Port-Royal.
Il publie contre la Constitution civile du clergé un long texte dans la Gazette de Paris, qui lui vaut d'être arrêté le 24 septembre 1793, condamné par le tribunal révolutionnaire, emprisonné successivement dans les prisons de La Force, du Luxembourg et à la Conciergerie, et guillotiné le 25 juin 1794. 